# لوئیجی لیگوری
لوئیجی لیگوری (انگلیسی: Luigi Liguori؛ زادهٔ ۳۱ مارس ۱۹۹۸) بازیکن فوتبال اهل ایتالیا است.
از باشگاه‌هایی که در آن بازی کرده‌است می‌توان به باشگاه فوتبال باری اشاره کرد.